# Felice Dekens
Felice Dekens (27 december 1986) is een Vlaams televisie- en radiopresentatrice en voice-over.

## Biografie
Dekens studeerde Journalistiek Radio & TV aan de Thomas More Hogeschool Mechelen. Ze deed redactiewerk bij verschillende productiehuizen/zenders zoals deMENSEN, Kanakna en VT4, maar is vooral actief voor de schermen.

## Televisie
In 2009 presenteerde Dekens een gameprogramma op GUNKtv, een cultureel programma op Life!tv en het extreemsportprogramma Bull's Eye op 2BE.
Van oktober 2010 tot oktober 2013 was ze samen met Curt Fortin het gezicht van het Efteling-televisieprogramma De Schatkamer. Dat kinderprogramma was dagelijks te zien op Telekids en RTL 8 in Nederland en op vtmKzoom in België.
Dekens was van oktober 2011 tot maart 2012 te zien als V-reporter in het VTM-programma The Voice van Vlaanderen. Daarnaast was ze in 2012 en 2013 reporter op vtmKzoom voor onder andere voor het actualiteitenprogramma Woow!.
Sinds de lente van 2016 is ze voor Telenet samen met Ben Roelants het gezicht van Playtime, de overzichtszender waarop het actuele aanbod aan films en televisieseries van de betalende Prime-zenders wordt voorgesteld. 
Sinds september 2016 de vaste presentatrice en nieuwsanker van de weekendmagazines De Week en Vlaanderen Regionaal op de regionale televisiezender Ring TV. Dit combineert ze sinds 2017 met de presentatie van een zomerprogramma Hallo Zomer! op RTV.
In 2020 werd Dekens het gezicht van de Nationale Loterij. Iedere zaterdagavond, net voor de Lotto-trekking, was ze te zien in een reportage op Eén. Hiervoor bezocht en interviewde ze verschillende organisaties en mensen die gesteund werden door de spelers van de Nationale Loterij.

## Radio
In juli 2011 ging Dekens aan de slag als presentatrice op de Vlaamse radiozender Qmusic. Ze verzorgde er aanvankelijk het nachtprogramma Insomnia, dat toen werd uitgezonden tussen 1 en 4 uur. Vanaf september 2012 was ze steevast te horen met een avondblok van maandag tot donderdag, eerst tussen 21 uur en middernacht en vanaf september 2014 tussen 19 en 22 uur.
In september 2015 kreeg Dekens de ochtendshow in het weekend toegewezen, elke zaterdag en zondag tussen 6 en 9 uur. Na twee uitzendingen stopte ze hier echter mee en was ze een tijdje niet meer op de radio te horen. Ze keerde in mei 2016 terug en heeft sinds september 2016 met de Favoriete 40 weer een vast programma, elke zondagmiddag tussen 12 en 15 uur. Sinds 2017 presenteert ze ook geregeld Vrije Radio van maandag t.e.m. vrijdag tussen 12u en 13u. Op 19 augustus 2022 was ze voor de allerlaatste keer te horen op Qmusic.
In september 2023 maakt Felice de overstap naar radiozender Play Nostalgie. Daar presenteert ze iedere vrijdag de Instant Classics Top 30 tussen 14u en 16u.

## Voice-over
Dekens is te zien en te horen in verschillende reclamespots op radio en tv. Sinds 2010 is ze de huisstem van Nick Jr. Sinds 2019 is ze de huisstem van de Nationale Loterij voor de Lotto-trekkingen op Eén. Daarnaast is ze ook al jaren de vaste voice-overstem van andere grote merken zoals Volkswagen, Keukens de Abdij, Basic Fit, Haribo en Eliza Was Here. 
Gedurende enkele jaren was ze de vaste stem van de Efteling, van JIM en de vaste commerciële stem van SBS Belgium.
Ook spreekt Dekens verschillende docu’s, trailers en tv-programma’s in van DPG-Media (VTM, VTM 2) waaronder Club Flo Doc (VTM 2) en Monacovrouwen (Play5).

## Tourmiss
Felice Dekens was de rondemiss/bloemenmeisje in de Eneco Tour van 2012, 2013, 2014, 2015, 2016 en de BinckBank Tour van 2017.

## Persoonlijk
In 2025 kregen Dekens en haar man een zoon.
Huidig (anno 2023):
Ulrike D'hauwer · Liam D'hert · Dorothee Dauwe · Tom De Cock · Jana De Wilde · Vincent Fierens · Yoren Linsen · Maxine Janssens · Nils Melckenbeeck · Loore Nelen · Regi Penxten · Jolien Roets · Emma Salden · Jan Thans · Maarten Vancoillie · Matthias Vandenbulcke · Paulien Van der Jeugt · Naomi Vanderpoorten · Vincent Vangeel · Liam Van Haverbeke · Dimitri Wouters
Voormalig (2001–2023):
Dorianne Aussems (2013–2014) · Rik Boey (2010–2013, 2015–2017) · Born (2015–2017) · Herbert Bruynseels (2001–2009) · Anke Buckinx (2007–2016) · Bab Buelens (2020) · Armin van Buuren (2021–2022) · Marcia Bwarody (2013–2017) · Joren Carels (2018–2020) · Séverine Champeaux (2013–2015) · Sam De Bruyn (2015–2020) · Erwin Deckers (2001–2008) · Jolien De Greef (2015) · Anneke De Keersmaeker (2002) · Felice Dekens (2011–2022) · Frederika Del Nero (2011–2012) · Nathalie Delporte (2001–2014) · Serge De Marre (2004–2015) · Eline De Munck (2012–2014) · Bart-Jan Depraetere (2001–2019) · Dries De Vis (2019–2020) · Inge De Vogelaere (2017–2020) · Sean Dhondt (2015–2023) · Elien D'hooge (2019–2021) · Yasmina El Messaoudi (2014–2015) · Evi Geysels (2010–2018) · Elizabeth Gesels (2016) · Violette Goemans (2015–2017) · Jenno Hallaert (2012–2015) · Wine Lauwers (2011–2019) · An Lemmens (2015–2019) · Kris Mannaerts (2006–2011) · Kristin Moers (2002–2003) · Marie Monballiu (2014–2021) · Sarah Mylle (2016–2020) · Johan Notebaert (2001–2002) · Wim Oosterlinck (2006–2020) · Sven Ornelis (2001–2016) · Hans Otten (2002–2003) · Xander Peeters (2011–2013) · Astrid Philips (2011–2014) · Elke Plancke (2012–2013) · Jarne Ponet (2023) · Alexandra Potvin (2001–2009) · Jarne Rediers (2021-2023) · Kürt Rogiers (2008–2015) · Thomas Rottier (2021-2023) · Carl Schmitz (2001–2014) · Elias Smekens (2013–2018) · Kenny Smet (2006–2011) · Toon Smet (2015–2018) · Sara Steegen (2011–2012) · Kenneth Stevens (2006–2016) · Loïc Thaler (2015-2016, 2018-2022) · Shalini Van den Langenbergh (2014–2018) · Julie Van den Steen (2021) · Joke van de Velde (2013–2015) · Elke Vanelderen (2005–2006) · Arne Vanhaecke (2015–2016) · Maureen Vanherberghen (2016–2023) · Elke Van Mello (2008–2010) · Francesca Vanthielen (2001–2002) · Erika Van Tielen (2006–2008) · Heidi Van Tielen (2015–2018) · Bjorn Verhoeven (2001–2012) · Peter Verhoeven (2001–2018) · Steffi Vertriest (2013–2015) · Kristien Wollants (2018–2020)